# A Gift from a Flower to a Garden
| 전문가 평가                               | 전문가 평가 |
| 평가 점수                                 | 평가 점수   |
| 출처                                      | 점수        |
| ----------------------------------------- | ----------- |
| AllMusic (original double album)          | [ 1 ]       |
| AllMusic (for Wear Your Love Like Heaven) | [ 2 ]       |
| AllMusic (for For Little Ones)            | [ 3 ]       |
| MusicHound                                | [ 4 ]       |
| The Rolling Stone Album Guide             | [ 5 ]       |
| Encyclopedia of Popular Music             | [ 6 ]       |

《A Gift From a Flower to a Garden》은 스코틀랜드의 싱어송라이터 도노반의 다섯 번째 스튜디오 음반으로, 그의 생애 첫 더블 디스크 음반이자 포크 음악 최초의 박스 세트 중 하나이다. 1967년 4월 16일, 미국에서, 1967년 12월, 영국에서 발매되었다. 1967년 4월, 에픽 레코드는 또한 《A Gift From a Garden to a Garden》의 두 개의 음반을 각각 미국에서 별도의 프로모션 음반으로 발매했다. 첫 번째 음반은 《Wear Your Love Like Heaven》으로, 두 번째 음반은 《For Little Ones》로 발매되었다. 이것은 더블 디스크 음반 패키지에 대한 예산 책정을 허용하기 위해 이루어졌는데, 여기에는 두 번째 디스크에 인쇄된 가사의 폴더와 그와 지미 헨드릭스의 개인 사진작가였던 칼 페리스가 도노반의 적외선 사진을 담은 커버가 포함되어 있었다(인쇄를 위한 일반적인 4가지 색 구분 대신 6가지 색 구분 표시).

## 배경
《Mellow Yellow》 음반을 녹음한 후, 도노반은 히트 싱글을 발매하는 데 집중했다. 1967년 2월, 〈Epistle to Dippy〉(본질적으로 어릴 적 친구를 위한 농담/공개 편지)가 20위권 안에 들었고, 8월에는 〈There is a Mountain〉(미국 11위, 영국 8위)이 뒤를 이었다.
이 싱글들의 성공에 힘입어, 도노반은 다음 음반을 녹음하기 위해 10월에 스튜디오에 들어갔다. 이 세션에서 나온 더블 디스크 음반은 어쿠스틱과 일렉트릭 솔 음악(《Wear Your Love Like Heaven》)과 어쿠스틱 동요(《For Little Ones》)으로 구성되었다. 어쿠스틱 음반으로 도노반은 그의 싱글에는 실리지 않았던 작곡의 단면을 보여줄 수 있었다. 세션 음악가로 증강되면 할 수 없는 방식으로 기타 연주자와 연주자로서의 강점을 보여줄 수 있게 해주기도 했다. 사실, 도노반의 당시 라이브 공연은 그의 히트 싱글과 《A Gift From a Flower to a Garden》의 첫 음반보다 《For Little Ones》에 더 부합하는 악기 연주와 연주가 특징이었다.
미키 모스트가 이 음반의 싱글을 프로듀싱하고 음반 제작의 공로를 인정받았지만, 도노반은 사실 이 자료의 대부분을 직접 프로듀싱하여 대부분의 공로를 매출에 보탰다.

## 곡 목록
모든 곡들은 도노반 리치에 의해 작사/작곡하였다.

### Wear Your Love Like Heaven
| #  | 제목                           | 재생 시간 |
| -- | ------------------------------ | --------- |
| 1. | 〈Wear Your Love Like Heaven〉 | 2:27      |
| 2. | 〈Mad John's Escape〉          | 2:20      |
| 3. | 〈Skip-a-long Sam〉            | 2:26      |
| 4. | 〈Sun〉                        | 3:17      |
| 5. | 〈There Was a Time〉           | 2:02      |

| #  | 제목                               | 작사·작곡               | 재생 시간 |
| -- | ---------------------------------- | ----------------------- | --------- |
| 1. | 〈Oh Gosh〉                        |                         | 1:48      |
| 2. | 〈Little Boy in Corduroy〉         |                         | 2:34      |
| 3. | 〈Under the Greenwood Tree〉       | 윌리엄 셰익스피어, 리치 | 1:58      |
| 4. | 〈The Land of Doesn't Have to Be〉 |                         | 2:30      |
| 5. | 〈Someone Singing〉                |                         | 3:07      |

### For Little Ones
| #  | 제목                                | 재생 시간 |
| -- | ----------------------------------- | --------- |
| 1. | 〈Song of the Naturalist's Wife〉   | 2:47      |
| 2. | 〈The Enchanted Gypsy〉             | 3:21      |
| 3. | 〈Voyage into the Golden Screen〉   | 3:15      |
| 4. | 〈Isle of Islay〉                   | 2:24      |
| 5. | 〈The Mandolin Man and His Secret〉 | 3:35      |
| 6. | 〈Lay of the Last Tinker〉          | 1:49      |

| #  | 제목                                | 재생 시간 |
| -- | ----------------------------------- | --------- |
| 1. | 〈The Tinker and the Crab〉         | 2:55      |
| 2. | 〈Widow with a Shawl (A Portrait)〉 | 3:02      |
| 3. | 〈The Lullaby of Spring〉           | 3:27      |
| 4. | 〈The Magpie〉                      | 1:31      |
| 5. | 〈Starfish-on-the-Toast〉           | 2:45      |
| 6. | 〈Epistle to Derroll〉              | 5:44      |